# امیکرون بره
امیکرون بره یک ستاره است که در صورت فلکی برج حمل قرار دارد.